# Karel Michl
Karel Michl (1. ledna 1898, Dobré – 25. února 1982, Čížová) byl český učitel, prozaik, vlastivědný a kulturní pracovník a publicista, který v letech 1950 až 1958 vedl krajském muzeum v Hradci Králové (dnes Muzeum východních Čech).

## Život
Na obecnou školu chodil v rodné obci Dobré. Od roku 1908 studoval gymnázium v Rychnově nad Kněžnou, z něhož přešel o dva roky později na měšťanskou školu v Dobrušce. Následně šel studovat do Hradce Králové na tamní učitelský ústav. Studium započaté v roce 1913 bylo přerušeno první světovou válkou, když musel ve třetím ročníku (v květnu 1916) narukovat do armády. Maturitu složil na jaře 1917 během vojenské dovolené. S armádou se po výcviku dostal na rumunskou frontu a závěr války (přelom let 1917 a 1918) strávil ve Vídni, na tamní důstojnické škole, kterou absolvoval. Když vzniklo samostatné Československo, stal se členem Československé armády a opět se zapojil do bojů – tentokrát na Slovensku proti Maďarům. V rámci tamních bojů padl do zajetí a byl odsouzen k trestu smrti. K jeho vykonání nakonec nedošlo, protože vojenská dohodová mise v Budapešti československým zajatcům zajistila jednání jako s příslušníky armád Dohody. V závěru roku 1918 se po propuštění vrátil domů.
Poté se dostal k vystudované učitelské profesi, navíc zpět ve svém rodném kraji Orlických hor. Nejprve, od roku 1919 učil čtyři roky v Kounově, poté učil v Hlinném (do zdejší jednotřídky nastoupil v roce 1923) a v letech 1928 až 1936 v Dobrušce. V Dobrušce se zásadní měrou zasloužil o založení muzea v roce 1931 a následně byl jeho prvním správcem (1931 až 1937). V této vlastivědné instituci se mu podařilo zachránit raná díla malíře Františka Kupky. Jednalo se o malované korouhve z děkanství v Dobrušce, reklamní olejomalbu pro likérku Josefa Archleba či vývěsní štíty zhotovené pro firmu Josefa Šišky. Zajistil též pozůstalost dobrušského písmáka Aloise Beera, jehož autobiografické záznamy, dochované pouze rukopisně, později vydával.
V druhé polovině 30. let 20. století pokračoval v učitelské praxi v Třebechovicích pod Orebem, z nichž v roce 1939 přesídlil do Hradce Králové. Ve východočeské metropoli strávil s přestávkami takřka dvě desetiletí. V roce 1945 se stal místopředsedou Revolučního okresního národního výboru. Pracoval také přímo na ministerstvu školství a osvěty v Praze, kam jej v roce 1945 jmenoval tehdejší ministr Zdeněk Nejedlý. Z Prahy se však poměrně brzy vrátil do Hradce Králové, a to ze zdravotních důvodů.

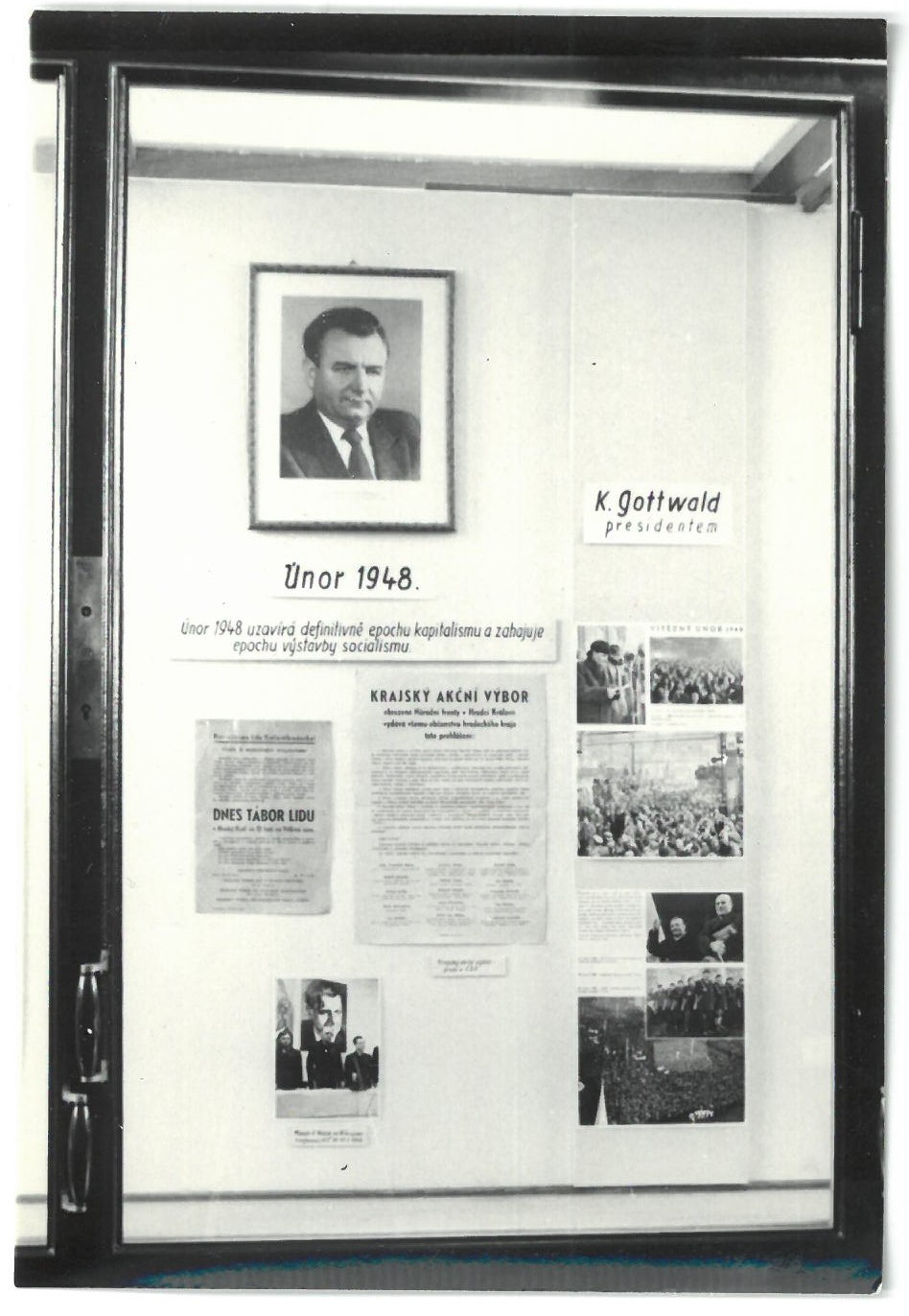
Jedna z vitrín historické expozice v muzeu v Hradci Králové. Karel Michl byl jejím autorem.

Po únoru 1948 řídil Československý rozhlas v Hradci Králové a v letech 1950 až 1958 vedl tamní krajské muzeum, dnešní Muzeum východních Čech. Byl autorem instalace historických sbírek muzea v 50. letech 20. století. V roce 1958 obdržel za zásluhy Řád práce. V roce 1974 získal titul zasloužilého umělce a v roce 1978 obdržel Řád vítězného února.
Byl aktivní v Komunistické straně Československa, jejímž členem byl od roku 1921, a to i po roce 1968. Kvůli politickému přesvědčení musel některá pracovní místa v průběhu své kariéry opustit.
Na důchod se přestěhoval do Prahy a následně přesídlil na jih Čech k Písku – do Čížové, resp. místní části Nová Ves. V důchodovém věku (v 73 letech) spoluzakládal Svaz českých spisovatelů.
Přátelil se s básníkem Františkem Halasem i dalšími osobnostmi pražské kulturní avantgardy, např. Vítězslavem Nezvalem, Marií Majerovou či Zdeňkem Nejedlým. Přátelský vztah jej však pojil zejména se spisovatelem Jaromírem Johnem, s nímž udržoval v letech 1936 až 1951 bohatou korespondenci. Michl bral Johna jako svého literárního učitele. Dopisy obou literátů vyšly v roce 1977 pod názvem Rady mladšímu spisovateli.
Michlovým spolužákem na učitelském ústavu a následně celoživotním přítelem byl malíř Jindřich Štyrský.
Pozůstalost Karla Michla spravuje Vlastivědné muzeum v Dobrušce.

## Literární tvorba
Poměrně bohatá byla Michlova literární tvorba, která se skládala z vlastivědných prací a beletrie. Beletristická tvorba byla zaměřena primárně na dětského čtenáře, což souviselo s tím, že byl učitelem, ale zároveň sbíral lidovou slovesnost v podobě příběhů, pověstí a pohádek. Významným nosníkem jeho prací je téma silného vztahu k domovu a život na chudém venkově.
V letech 1923 až 1927 redigoval vlastivědný sborník Od kladského pomezí a přispíval i do dalších sborníků (Hradecký kraj, Orlické hory a Podorlicko) a periodik (Rudé právo, Tvorba /zde psal pod pseudonymem Karel Textor/).
V době působení na škole v Hlinném se ujal i role místního obecního kronikáře (1923–1926). Ačkoliv již kronika v té době existovala, on byl prvním jmenovaným kronikářem, takže sepsal historii vesnice od 15. století. Díky kronice také víme, že byl prvním v obci, kdo si pořídil rádio (1926). V téže době byl zároveň školním kronikářem, jehož činnost prováděl až do léta 1929, kdy přestoupil na školu do Dobrušky.

### Vlastivědná a historická tvorba
- Za Babičkou Boženy Němcové (1950)
- Jiráskův kraj: Průvodce po dějištích Mistrových děl na Královéhradecku (1951) – literárně místopisný průvodce
- Selské bouře na Hradecku 1628 a 1775 (1951)
- Husitství na Hradecku (1955)
- Hradec Králové: procházka městem (1958)
- Hradec Králové – Menší Tábor (1959)
- F. Kupka v Opočně a v Dobrušce (1972)
- P. Jilemnický, národní umělec (1972) – spoluautor
- Smiřice (1975) – spoluautor
- Příběhy o vojně 1866 (1976) – editor sborníku
- texty ve fotopublikacích Zdeňka Mence Babiččino údolí (1976), U nás. Putování za historií a krásami Jiráskova kraje (1978), Pod Lysou horou. Putování za krásami Bezručova kraje (1981)[1][2]

### Beletrie

#### Pro děti
- Včera a dnes (1940) – sbírka povídek pro děti a pohádek (knižní prvotina)
- Kousky Františka Housky (1941) – příběh venkovského sirotka, o jeho dětství a dospívání
- Rytíř Mikeš a jiné pověsti a povídky z kraje A. Jiráska a B. Němcové (1942) – sbírka regionálních pověstí
- Helenka Mladotova (1944) – historická povídka
- K pramenům světla (1946) – biografický román o malíři Zdeňku Přibylovi
- Pepina Uličných (1947) – baladický příběh o dítěti z nejnižší vrstvy společnosti
- Jak Honzík Čepelka hledal a našel štěstí (1947)
- Vlaštovičky (1948) – pohádka, antropomorfizací zvířecího světa připomíná Broučky od Jana Karafiáta
- Krejčí hrdina (1954) – novela, napsána již 1932 pod názvem Krejčí Vrabec, kdy vycházela postupně v 12 dílech v časopisu Tvorba. Jednalo se o první ucelenější Michlovo literární dílo.[3] Pod původním názvem vydána opět v roce 1971.[1][2]

#### Pro dospělé
- Pán ostrého meče (1940) – román s historickým námětem, o katovi z Leštné

- Husa na Kapitolu (1944) – humoristický román
- Kde vlci vyjí a slavící zpívají (1978) – soubor povídek

### Paměti
- Chvíle setkání, věčnost vzpomínky (1976) – vzpomínky na setkání s Františkem Halasem, Jaromírem Johnem a Jindřichem Štyrským.[3]
- Krátká chvíle mladosti (1988) – paměti vydány posmrtně

## Malířská a kreslířská tvorba
Michl také maloval a kreslil. Mj. vymaloval interiéry školy v Hlinném naučnými výjevy z české historie, v nichž se nechal inspirovat Mikulášem Alšem (většina se dochovala do současnosti, přestože škola byla zrušena v roce 1960). Jeho kresby vycházely v letech 1923 až 1929 i ve sbornících Od kladského pomezí, který po většinu té doby redigoval. V prvním ročníku bylo uveřejněno hned 19 obrázků. V druhém ročníku vyšlo jedenáct jeho kreseb, v třetím sedm, ve čtvrtém devět a v pátém pět. Nejvíce zachycují architekturu včetně lidových staveb. Cílem této tvorby bylo mj. zachovat pro budoucí generace podobu staveb, jimž hrozil v té době zánik. Jednalo se např. o pivovar na Skalce, první školu v Kounově, starou školu v Opočně, starou školu v Polici nad Metují, kostel ve Slavoňově, zámecký letohrádek v Opočně či starou školu a kostel ve Vysokém Újezdě. Z lidových staveb lze jmenovat dvůr statku Novotných v Sudíně, Zieglerovu faru, Grulichův statek v Dobřanech, Machovcovu myslivnu na Skalce, zvonici v Rohenicích.
Hodnotné jsou jeho ilustrace k článku o lidovém podhorském obydlí. Dochoval se po něm též soubor kreseb vesnických škol na Podorlicku (uloženo v muzeu v Dobrušce). Se Zdeňkem Přibylem uspořádal výstavu svých obrazů v Dobrušce (1928).